# 裾野市立西中学校
裾野市立西中学校（すそのしりつにしちゅうがっこう）は、静岡県裾野市佐野に所在する市立中学校。通称は「西中」や「裾野西」など。

## 沿革
- 1947年（昭和22年）4月1日 : 五竜の滝近くの土地を校舎とした。
- 1947年（昭和22年）4月23日 : 開校
- 1952年（昭和27年）: 小泉村が裾野町の合併に伴い、裾野町立西中学校と改名
- 1971年（昭和46年）: 裾野町の市制施行に伴い、裾野市立西中学校と改名
- 2020年（令和2年）12月 : 教室の容量を増やすための仮設校舎完成

## 基本データ

### 所在地
- 北・南校舎、体育館、格技場、技術教室棟、卓球場・仮設教室

五竜の滝の近くに立地している。学校の西側には国道246号が通っていたり五竜の滝がある。北側には石脇グランドがある。南側は住宅地が広がっている。東側は静岡県道24号富士裾野線が通っている。校舎とグラウンドの間は道路が通っているため生徒は基本（地震などを除く）、校舎とグラウンドの間はカルパートを使うようになっている。坂道であるため正門近くの横断歩道は生徒は原則禁止である。

### 年間行事
- 4月 : 着任式・始業式・入学式・1年生を迎える会
- 5月 : 一年生部活動正式入部・野外教室・自然教室（国立中央青少年交流の家方面）が主（1年、年度により異なる）・東京研修・自然教室（伊豆方面）（2年、年度により異なる）・修学旅行（3年）・第1回定期テスト
- 6月 : 3年生壮行会・第2回定期テスト
- 7月 : 中体連・終業式・夏季休暇・三者面談
- 8月 : 夏季休暇・始業式
- 9月 : 西竜祭（文化の部・体育の部）
- 10月 : 第3回定期テスト・西竜の日
- 11月 : 第4回定期テスト
- 12月 : 終業式・歓喜の歌（ドイツ語で歌う）
- 1月 : 始業式・百人一首大会
- 2月 : 私立高校入試・学習発表会（1年）・立志式（2年）
- 3月 : 公立高校入試・卒業旅行・3年生を送る会・卒業式・修了式・離任式

## 特色

### 部活動
加入は必須ではない。
運動部
- 野球部
- サッカー部
- バスケットボール部（男・女）
- バレーボール部（男・女）
- ソフトボール部（女子のみ）
- 卓球部（男・女）
- 陸上部

文化部
- 吹奏楽部
- 美術部
- パソコン部

過去
- 剣道部
- 柔道部（R1より廃部）

### 専門委員会
- 生徒会
- 学年委員会
- 生活委員会
- 保健委員会
- ボランティア委員会
- 体育委員会
- 図書委員会
- 給食委員会
- 放送委員会